# 內藤秀一郎
內藤秀一郎（日语：／ Naito Shuichiro，1996年5月14日—）是日本男演員、模特兒，Asia Promotion旗下藝人，出身自埼玉縣。2018年在《星屑復仇者》初次出演電視劇，並於2020年主演《假面騎士聖刃》，飾演神山飛羽真/假面騎士聖刃。

## 爭議
在《假面騎士聖刃》播放期間，有雜誌爆料，指他經常流連街頭吸食電子煙和進出柏青哥店。

## 外部連結
- Asia Promotion個人資料頁面 （页面存档备份，存于）（日語）
- 內藤秀一郎的X（前Twitter）
- 內藤秀一郎的Instagram帳戶

| 前任： 高橋文哉 （假面騎士ZERO-ONE） | 日本假面騎士系列主騎士演員 假面騎士聖刃 2020年9月6日-2021年8月29日 | 繼任： 前田拳太郎 木村昴 (聲) （假面騎士REVICE） |